# Ön, Pargas
Ön med Öholmen är en ö i Finland. Den ligger i Skärgårdshavet och i kommunen Pargas i landskapet Egentliga Finland, i den sydvästra delen av landet. Ön ligger omkring 27 kilometer söder om Åbo och omkring 150 kilometer väster om Helsingfors.
Öns area är 48,3 hektar och dess största längd är 1,2 kilometer i öst-västlig riktning. Ön höjer sig omkring 30 meter över havsytan.

## Sammansmälta delöar
- Ön 60°12′24″N 22°10′36″Ö / 60.20661°N 22.17673°Ö
- Öholmen 60°12′34″N 22°11′18″Ö / 60.20958°N 22.18823°Ö